# Coniopteryx longistyla
Coniopteryx longistyla är en insektsart som beskrevs av György Sziráki 1994. Coniopteryx longistyla ingår i släktet Coniopteryx och familjen vaxsländor. Inga underarter finns listade i Catalogue of Life.